# 개복치

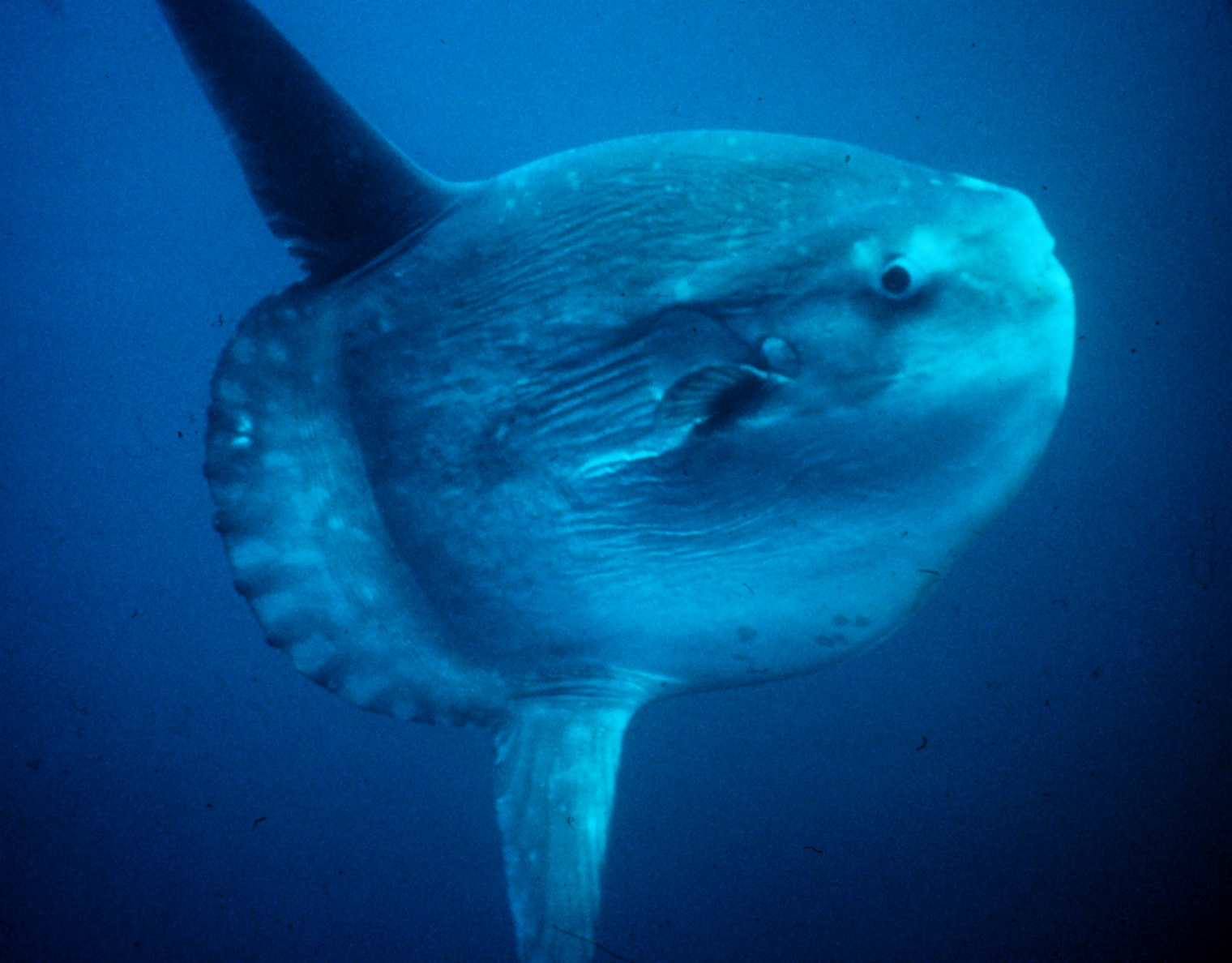
헤엄치고 있는 개복치

개복치(학명: Mola mola 몰라 몰라[*], 영어: ocean sunfish or common mola)는 복어목 개복치과에 속하는 바닷물고기이다. 개복치는 온대 및 열대 해역의 대양에 분포하는데 한반도의 전 해안에 나타나며 일본의 홋카이도 이남 지역에서 발견된다. 몸은 크기가 매우 크고 납작하고 넓으며 배지느러미가 없고 눈과 아가미가 작으며 등지느러미와 꼬리지느러미가 매우 크고 특이하게 생겼다. 입은 새의 부리 모양으로 매우 단단하다. 몸이 납작하여 누워서 헤엄칠 수 있다.
18세기에 린네는 개복치의 학명을 ‘Mola mola’라고 지었는데 이는 라틴어로 맷돌을 뜻한다. 한국에서는 안진복, 골복짱이라고도 한다. 복어목의 한 종으로, 이들과 많은 점을 공유한다. 한때 복어속에 속했으나, 이제는 두 가지 종이 속하는 개복치속으로 분류된다. 유사한 이름의 어류 중에 붉평치(학명: Lampris guttatus)가 있는데 실제 개복치와는 아무 관련이 없다.
개복치는 경골어류 중에서는 몸집과 뼈대가 가장 큰 물고기이다. 기록으로는 몸무게 2.2톤 이상에 몸길이는 3.3미터가 넘는 것도 있었다. 또한 알을 가장 많이 낳는 어류이기도 한데 한 번에 3억 개가 넘는 알을 낳는다. 그러나 3억개가 넘는 알들 중에 성체가 되는 개체가 한두 마리 정도에 불과할 정도로 생존률이 미미하다. 치어는 외관상으로 작은 복어와 비슷하기 때문에, 성어와는 매우 다르다. 식성은 잡식성으로 작은 물고기, 개복치, 건과류, 해조류를 먹지만 특히 해파리가 주식으로 알려져 있다. 그런데 이들 거의 대부분은 영양가가 낮기 때문에 많은 양을 먹어 치워야 한다.
다 자란 개복치는 범고래, 백상아리 등을 제외하면 천적이 거의 없다. 못 먹는 것으로 알려진 지역이 많으나 한반도, 대만, 일본 열도 등 일부 지역에서는 식용으로 이용된다. 최근에는 개복치가 비닐 같은 표류물 때문에 죽거나, 배와 부딪혀서 사고를 일으키기도 한다.

## 외관

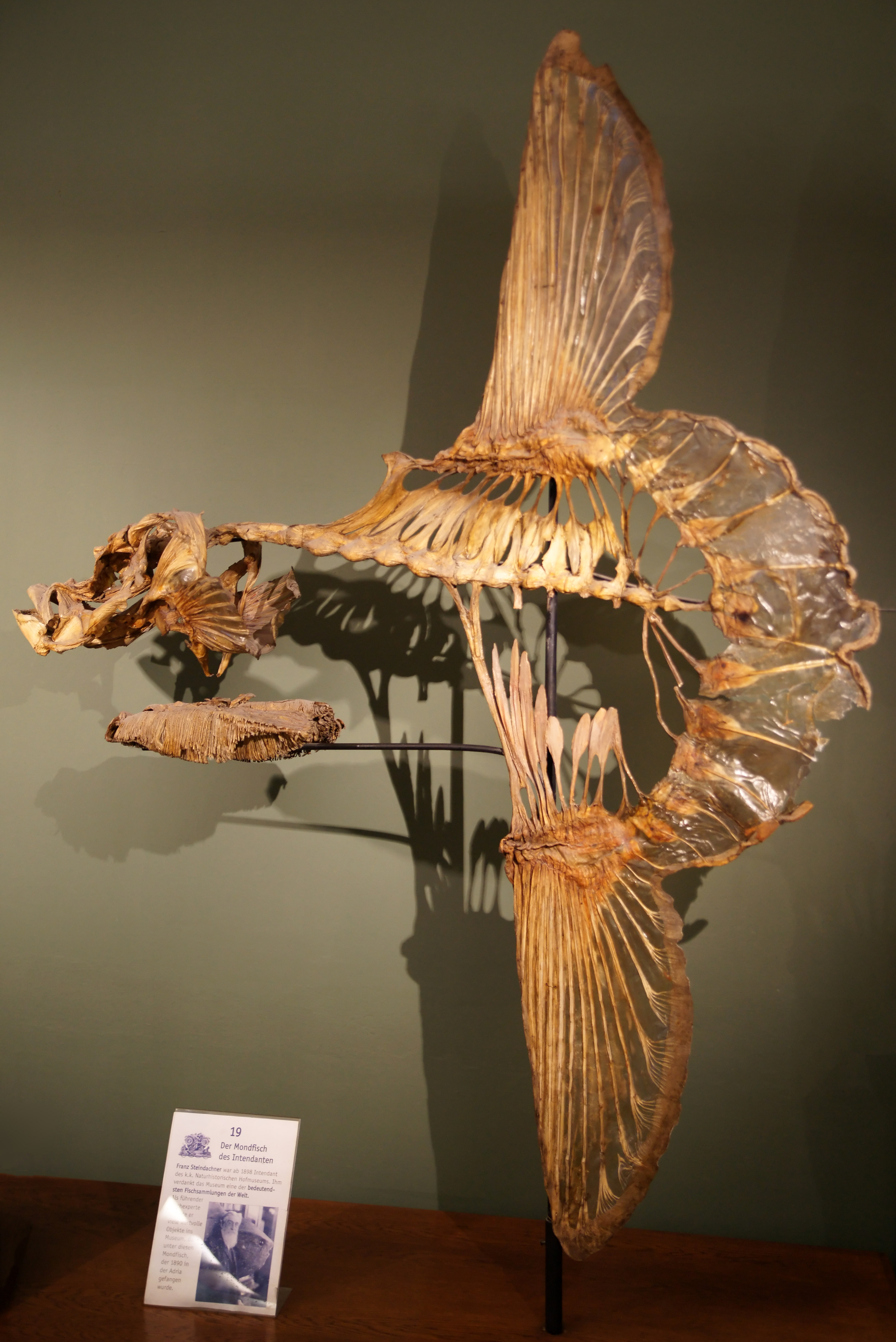
개복치의 지느러미를 확인할 수 있는 골격

겉으로 보기엔 개복치는 다른 물고기와 달리 꼬리가 없으며, 둥그런 몸통이 이를 대신하고 있다. 입이 매우 작다. 몸이 수직으로 매우 평평하며, 등지느러미와 꼬리지느러미가 아주 길다. 몸 길이는 대개 1.8미터 정도이며, 무게는 1,000킬로그램이다. 하지만 몸길이가 3.3미터, 코 길이가 10.2미터 정도이며, 2.3톤이나 나가는 개체가 채집된 바 있다.
개복치의 척추골은 다른 어류에 비해 차지하는 비중이 작은 편이며 또한 짧기도 하다. 예를 들어 10.1미터 정도 길이 개체의 척수는 100.5센티미터조차 되지 않는다. 개복치는 경골어류이지만, 살이 대개 연골 조직으로 이루어져 있어서, 같은 물고기에 비해 몸집이 정상적으로 커질 수 있다.
개복치는 부레가 없다. 또한 개복치의 내장에서 복어목에서나 볼 수 있는 신경독이 발견된다는 말도 있고, 그렇지 않다는 말도 있다.

### 지느러미

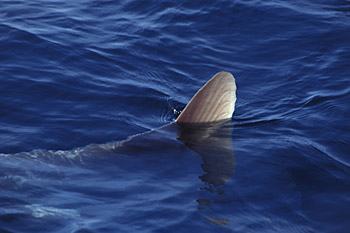
상어 지느러미로 착각하기 쉬운 개복치의 등지느러미

진화하는 동안 꼬리가 사실상 없어지고, 뒷쪽에 위치한 긴 지느러미로 대체되었다. 등지느러미와 뒷지느러미가 같은 방향으로 쏠림으로써 발생하는 현상이다. 퇴화한 꼬리와 작은 가슴지느러미를 대신해 등지느러미와 뒷지느러미를 가로로 움직이면서 전진할 수 있다.
개복치는 해면에서 헤엄치면서 등지러미를 드러내는 경우가 잦아 상어나 돌고래로 착각하기도 한다. 하지만 등지러미가 움직이는 패턴으로 상어와 구분할 수 있다. 상어는 대부분의 물고기와 같이 꼬리를 가로로 움직임과 동시에 등지느러미는 전진하는 방향 그대로 가지만, 개복치는 전진함으로써 등지느러미를 헤엄치는 방향의 수직으로 움직이기 때문이다.

### 피부
개복치의 피부색은 은회색에서 갈색까지 다양하며, 감촉 또한 차이가 있으며, 이들 특징은 지역에 따라 차이가 있을 수 있다. 대체로 등 쪽이 어두운 편이며, 복부에 걸칠수록 어두워지는 경향이 있다. 위협을 받으면 피부색을 더욱 짙게 바꿀 수 있다고 알려져 있다. 교원질로 이루어져 있는 개복치의 피부의 두께는 3센티미터 정도이며, 비늘 대신에 점액 등으로 덮여 있다. 몸체 부분이 더 거친 편으로, 감촉은 사포(sandpaper)와 같다.
무려 40여 종 이상의 기생충이 개복치의 내외에 기생한다고 알려져 있으며, 개복치는 이를 제거하기 위해 여러 가지 방법을 이용한다. 온대 지방에서는 주로 해초 사이에 거주하는 비교적 깨끗한 물고기에게 먹게 한다. 열대 지방에서는 이와 달리 산호초에 사는 물고기에게 기생충 청소를 맡긴다. 또한 해면 위로 떠올라 새가 외부에 기생하는 기생충을 잡아먹게 놔두기도 한다. 물고기들이 흔히 하듯이 높이 뛰어오름으로써 몸 겉에 붙은 기생충이 떨어져 나가게 만들기도 한다.
반대로 다른 물고기가 사포처럼 거친 개복치의 피부에 자신들의 몸을 마찰시켜 기생충을 떼어 내기도 한다.

## 학명과 분류
몸이 전반적으로 둥그렇고, 피부는 거칠고 회색이기 때문에 라틴어로는 맷돌을 의미하는 “Mola”라 명명된다. 맑은 날 수면에 누워서 일광욕을 하는 것처럼 보이는 모습이 예로부터 눈에 띄어 마치 해바라기를 하는 것처럼 보였기 때문에 영어로는 Ocean Sunfish라고도 한다(또는 머리만 있고 몸통 이하는 없는 것처럼 보인다고 해서 Head Fish라고 불린다.). 세계 여러 나라에서 불리는 명칭은 다양한데, 이는 모두 개복치의 가지각색 특색에서 유래한 것이 많다. 포르투갈어 및 프랑스어, 스페인어, 독일어로는 “달과 비슷한 물고기”라는 뜻인 peixe lua, poisson lune, pez luna와 Mondfisch로 각각 불린다.
개복치속에는 세 종이 들며, 개복치과에 드는 속은 총 세 가지이다. 개복치과는 참복, 쥐치 등을 포함하는 복어목에 속한다. 같은 목에 속하는 종과 단단한 이를 가지는 등 몇 가지 점을 공유하며, 특히 개복치의 치어는 몸 주변에 가시가 솟아 있는 복어를 더 닮았다.

## 분포와 생태

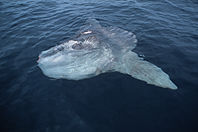
바다 표면에 누운 개복치. 이렇게 누워 있을 때 어부들이 개복치를 손쉽게 잡을 수 있다.

개복치는 전 세계 온대와 열대 바다에 걸쳐 분포한다. 대서양과 태평양의 개체들은 유전적으로 많이 차이가 나지만, 남반구와 북반구 사이에는 거의 차이가 없는 것으로 알려져 있다.
개복치는 주로 원양에 서식하며, 600미터까지 잠수한다. 흔히 해수면에서 대부분의 시간을 보낸다고 알려져 있지만, 연구에 따르면 개복치는 수심 200미터 이하에서 대부분의 시간을 보낸다.
개복치는 대개 섭씨 10도 이상의 바다에 서식하며, 섭씨 12도 이하에 오래 머무르면 서서히 죽게 된다. 한 가설에 따르면, 개복치가 해수면에 떠오르는 이유는 차가운 바다에 잠수하기 전에 열을 충분히 공급받기 위한 것이라고 한다. 또한 해수온이 올라감에 따라 위도가 높은 지역에서 개복치의 출현 빈도가 잦아지기도 한다.
개복치는 대체로 한 마리씩 발견되지만, 때때로 서로 기생충을 제거할 경우 등에는 무리지어 발견되기도 한다. 가끔 해초군에서 발견되기도 하는데, 다른 작은 물고기들이 기생충을 제거하게끔 하기 위함이다. 개복치는 많은 먹이를 섭취하기 때문에 개복치가 나타나는 곳은 희귀한 종이 발견되는, 양분이 풍부한 곳을 나타내는 지표가 될 수도 있다.

### 먹이
개복치의 헤엄은 느리기 때문에 먹이의 종류는 제한적이다. 장수거북과 마찬가지로 개복치의 주식은 다양한 종의 해파리이다. 기본적으로 이들은 잡식성으로, 해초를 비롯하여 동물성 플랑크톤, 오징어, 갑각류, 작은 물고기 등을 먹는다. 하지만 이와 같은 먹이의 대부분은 영양가가 낮기 때문에 그들의 거대한 몸집을 유지하기 위해 개복치는 많은 양의 먹이를 섭취해야 한다. 개복치의 내장 기관에서 여러 종류의 먹이가 발견되는 것을 보면 깊은 곳에서 얕은 곳까지 두루 넘나들며 먹이를 잡아먹는다는 걸 짐작할 수 있다.
부드러운 먹이를 찢기 위해 개복치는 작은 입을 통해 물을 빼내고 내뱉기를 반복한다. 단단한 먹이를 부수기 위해서는 새의 부리와 같은 단단한 입을 사용한다. 또한 인두면에 위치한 이빨은 먹이가 위에 도달하기 전에 더욱 잘게 부수는 역할을 한다.

### 생태

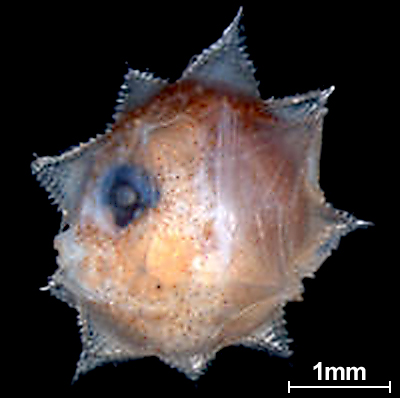
개복치 치어:가시를 지니고 있는데, 이는 성체가 되면서 사라진다.

개복치는 인간이 사육할 경우 최대 10년까지 산다고 알려져 있지만, 야생에서의 수명은 알려져 있지 않다. 이들의 몸이 어느 정도 속도로 자라는지도 잘 알려져 있지 않다. 하지만 한 예로 몬테레이 수족관의 어린 개체는 15개월 만에 26킬로그램에서 399킬로그램, 신장 1.8미터까지 성장했다.
성체가 된 개복치는 거대한 몸집 덕분에 치어 시절의 대부분의 천적으로부터 안전하지만, 어린 개체는 다랑어 등에게 먹힌다. 다 큰 개체는 바다사자나 범고래, 상어에게 먹힌다. 바다사자가 개복치의 지느러미를 이유 없이 떼어 내고, 가지고 논 뒤에 바다에 버리는 장면이 목격된 바 있다.
개복치의 짝짓기 과정은 아직도 많은 부분이 불명이지만, 주로 번식하는 지역은 남·북대서양, 남·북태평양과 인도양으로 알려져 있다. 암컷은 한 번에 많은량의 알을 낳을 수 있으며, 이는 지구상에 사는 척추동물 중 가장 많은 양이다. 알은 대부분의 물고기와 개구리 알처럼 외부에서 수정된다.
갓 태어난 치어(稚魚)의 몸길이는 고작 2.5밀리미터밖에 되지 않는다. 이들은 살아남을 경우 성어가 되기 전까지 체적이 수백만 배 커지게 된다. 개복치 유어(幼魚)는 성어에게는 없는 큰 가슴지느러미, 눈에 띄는 척추, 꼬리를 가지므로 먼 친척인 복어와 많이 닮았다. 또한 자라면서 모습을 여러 번 바꾸기도 한다.
어린 개복치는 스스로를 지키기 위해 무리지어 다니지만, 성장하면서 서서히 흩어지게 된다.

## 인간과의 관계
거대한 몸집에도 불구하고, 개복치는 온순한 편이며, 잠수부에게 위협을 끼치지 않는다. 뛰어 오를 때 당할 수 있는 상해를 제외하면 개복치가 인간에 직접 입힐 수 있는 피해는 적다. 다만, 보트 위로 뛰어올라 어린이를 다치게 한 예는 있다. 그들이 자주 발견되는 지역은 잠수부들이 즐겨 찾는 장소이고, 또한 잠수부들과 잘 어울린다는 보고도 있다. 한편 그들의 큰 몸집과 체중은 선박에게 큰 위협을 주기에 충분하다. 많은 지역에서 개복치가 배와 충돌해 사고를 일으킴으로써 선체에 큰 피해를 입히며,
몸체가 스크루에 끼는 경우가 많다..
개복치는 포획 때문에 개체수가 줄고 있지만 전 세계적으로 개복치 포획에 대한 규정은 확립되어 있지 않다. 미끼를 빼가 어업에 방해가 되는 경우도 있기 때문에 어부들이 지느러미를 잘라 풀어주기도 하지만 지느러미가 잘린 개복치는 헤엄치지 못해 서서히 죽게 된다. 또 주식인 해파리와 비슷한 비닐봉지를 삼켜 죽는 경우도 많다. 비닐봉지는 개복치를 질식시키거나 위에 쌓이기 때문에 치명적이다. 아직까지 개복치의 생태는 많은 부분이 비밀에 싸여 있으며, 최근 들어 위성 조사, 유전자 조사, 민간 조사 등을 통해 생태에 대한 연구가 진행되고 있다.

### 식용

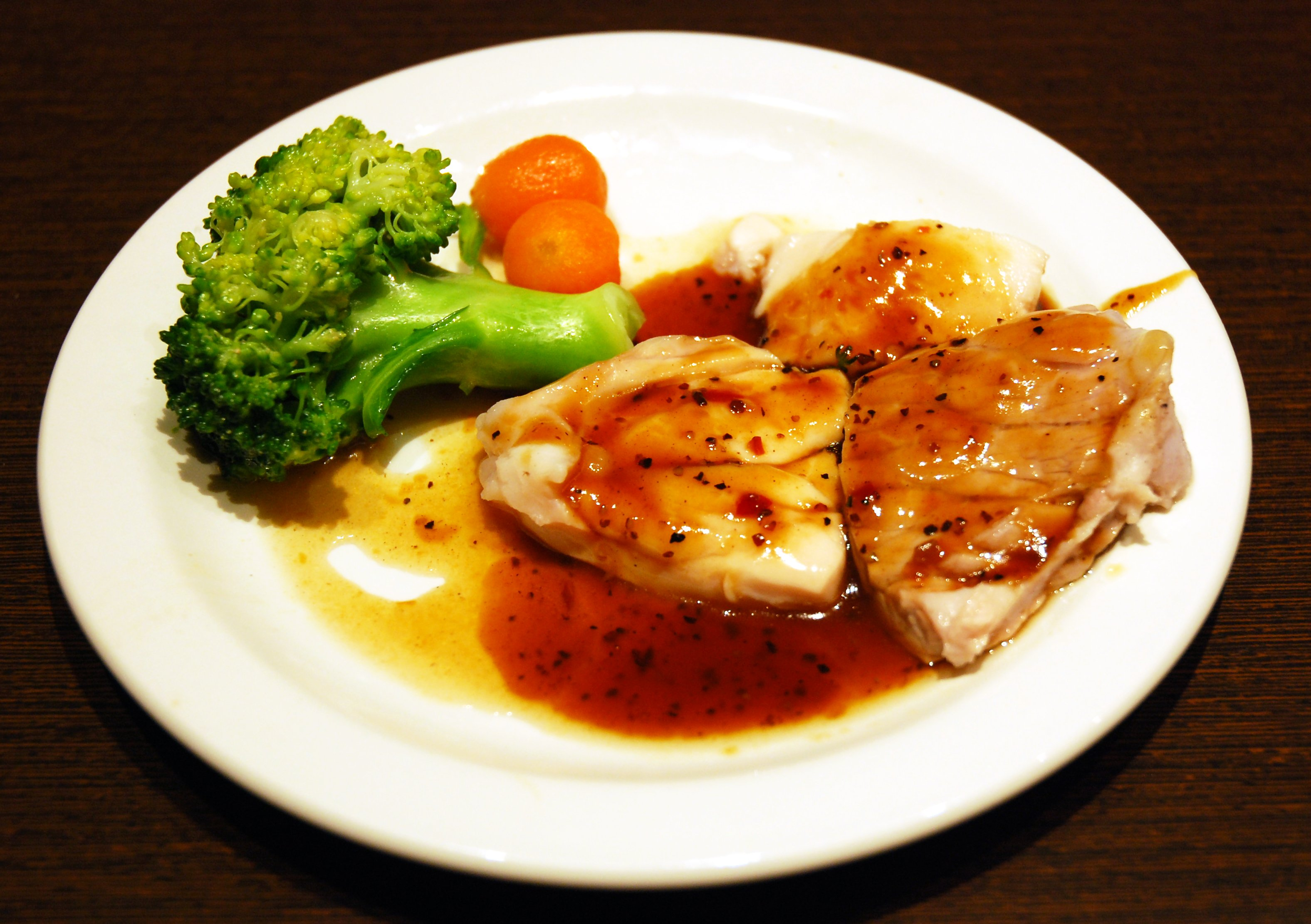
개복치의 살로 만든 요리.

한국과 일본, 대만에서는 식용으로 먹기도 하는데 몸체의 대부분을 먹을 수 있다. 맛과 모양은 기름기가 많아 하얗고 뽀얀 편이라 참치 흰살과 비슷하다. 회로 먹기도 하는데 비린내가 안 나는 편이나 기름이 소화가 잘 안 돼, 많이 먹으면 설사를 유발하기도 한다. 등 쪽에서 나오는 흰색의 창자는 중국에선 용창이라는 이름으로 별미로 여겨지기도 하며 지느러미를 몸통의 살보다 별미로 취급한다. 껍질은 삶으면 흐물흐물해지는데, 이것을 우뭇가사리와 비슷하게 만들어 먹을 수 있다. 어떤 지역에서는 약재로 쓰이기도 한다. 대한민국에서는 포항 지역에서 개복치를 대소사에 쓰이는 별미 재료로 사용해 왔다. 구체적으로 껍질은 수육, 뱃살은 회무침용, 머리뼈와 머릿살은 찜 요리 재료로 사용한다. 근육 부분은 갈아서 부산 어묵에 들어가는 경우도 있다. 한편 유럽 연합에서는 개복치를 식용으로 파는 것이 금지되어 있다.

### 사육

오사카 가이유칸 수족관에서 촬영한 개복치의 모습.

개복치는 관리가 어려워서 수족관에서 널리 전시되는 물고기는 아니지만, 그 특이한 외모와 크기 때문에 수족관에서 최고의 인기를 누리는 어류이기도 하다. 일본 오사카의 가이유칸 수족관에서는 고래상어만큼 관람객에게 인기를 누린다고 한다. 유럽에서 개복치를 전시하는 수족관은 포르투갈의 리스본 수족관이다. 2001년 11월 서울시 강남구에 있는 코엑스 아쿠아리움에서는 강원도에서 포획한 개복치 3마리를 잠깐 전시하였으나 4일 만에 차례로 모두 폐사하였고, 부산시 해운대구에 있는 부산 아쿠아리움에서는 일본에서 반입한 개복치를 2011년 1월 6일부터 전시하고 있다.(현재 모두 폐사) 한편 미국 캘리포니아주의 몬테레이 베이 수족관에서 개복치가 1986년을 시작으로 대규모로 사육되고 있으며, 놀라운 성장으로 많은 개체가 야생으로 방사되었으며, 그동안 수족관의 중요한 볼거리로 자리 잡아왔다. 이 수족관에서 가장 큰 개체가 2008년 2월 14일 건강 악화로 안락사 처리 되었으며, 남은 개체는 자체 연구를 위해 전자 추적 장비를 장착한 후 바다에 방사될 예정이다.
이처럼 개복치는 기르기가 쉽지 않다. 개복치가 수조의 벽에 부딪혀 입는 부상을 방지하는 것이 가장 중요한 일이다. 이를 막기 위해 주식인 해파리와 비슷하게 생긴 비닐을 수조에 띄운다. 더 좋은 해결책은 개복치가 사는 수조를 거대하게 만드는 것이다. 개복치의 상하 몸길이는 3.2미터 에 이르기 때문에, 수조는 이렇게 큰 몸을 자유롭게 움직일 수 있을 정도로 커야 한다.
다른 물고기에 비해 비교적 느리게 헤엄치기 때문에 먹이를 주는 것도 쉽지 않다. 인간에게 먹이를 받아먹도록 길들여 어느 정도 이 문제를 해결할 수 있다.